# جيم هيغينز (سياسي)
جيم هيغينز (بالإنجليزية: Jim Higgins)‏ هو عمال ونقابي وصحفي وسياسي بريطاني، ولد في 2 ديسمبر 1930، وتوفي في 13 أكتوبر 2002. حزبياً، نشط في حزب العمال الاشتراكي.